# Pseudomys delicatulus
Pseudomys delicatulus е вид бозайник от семейство Мишкови (Muridae).

## Разпространение
Видът е разпространен в Австралия и Папуа Нова Гвинея.